# Loutky (album)
Loutky je čtvrté album pražské rockové skupiny Škwor. Vyšlo v roce 2007. Délka alba je 43:47. Loutky jsou podobné předešlému albu skupiny, Amerika, nezaznamenalo ale takový úspěch u kritiků, přesto se stalo nejprodávanějším albem skupiny.

## Seznam skladeb
1. „Loutky“
2. „Splín“
3. „Sympaťák“
4. „Snad 1000x“
5. „Střepy“
6. „Výhra“
7. „Víly“
8. „Zoufalství“
9. „Nula poslední“
10. „Před kamerou“
11. „Odhodlaná“
12. „Šampión“
13. „Krtek“
14. „Duše“

## Sestava
- Petr Hrdlička (kytara, zpěv)
- Leo Holan (kytara)
- Tomáš Kmec (baskytara)
- Martin Pelc (bicí)